# Rubin

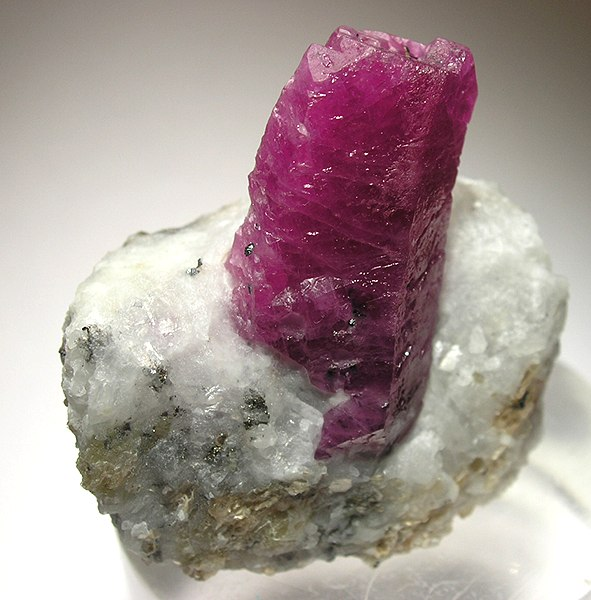
Hell „taubenblutroter“ Rubin aus Jegdalek, Kabul, Afghanistan

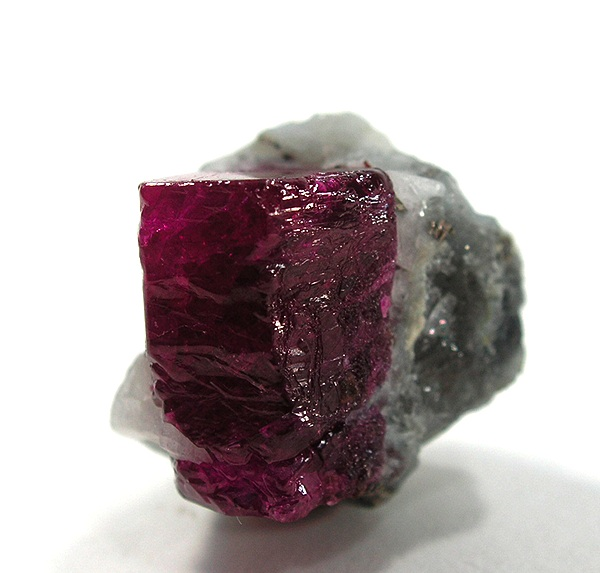
Dunkel „taubenblutroter“ Rubin aus Mogok, Mandalay, Myanmar

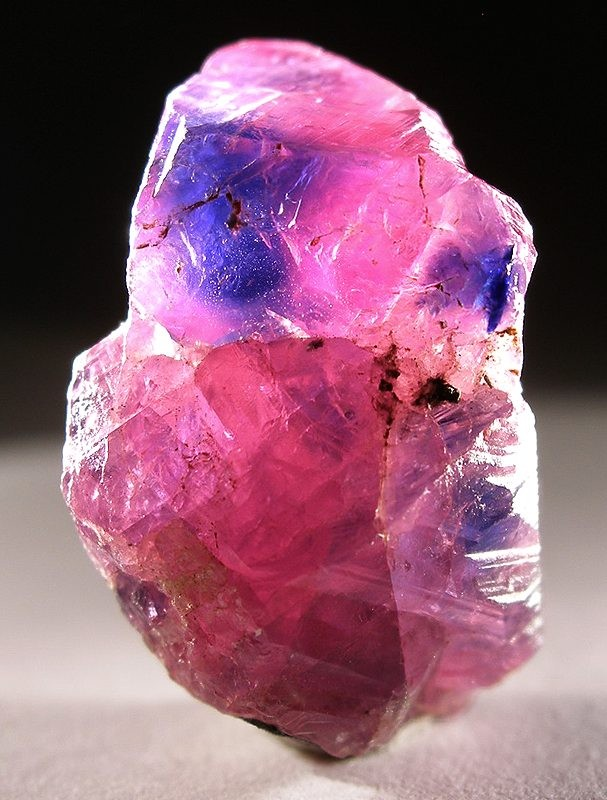
Zweifarbiger Korund mit rubinrosa und saphirvioletten Farbzonen aus Winza, Distrikt Mpapwa, Tansania

Als Rubin (lateinisch Rubinus) bezeichnet man die rote Varietät des Minerals Korund (Al2O3). Die rote Verfärbung ist auf geringe Beimengungen von Chrom zurückzuführen. Nur die roten Korunde heißen Rubine, wobei der Farbton zwischen Blassrot und Dunkelrot variieren kann. Rosafarbene Korunde werden, ebenso wie blaue und alle anderen Farbvarietäten, unter der Bezeichnung Saphir zusammengefasst.

## Etymologie und Geschichte
Der Begriff ist über mittelhochdeutsch (seit etwa 1250) rubīn und altfranzösisch rubin von mittellateinisch rubinus (Name des roten Edelsteins) bis zu lateinisch rubeus („rot, der Rote“) zurückzuführen.
Man nimmt an, dass bereits in der Bronzezeit Rubine aus Gruben im Gebiet des heutigen Myanmar geholt und geschätzt wurden. Vor über 2000 Jahren verehrte man auch in Indien Rubine und nutzte sie als Talismane. Auch die alten Ägypter, die Griechen und die Römer kannten Rubine.
Der Rubin ist bereits im Alten Testament von Bedeutung: Er ist der vierte unter den zwölf Steinen, die das Efod des Hohepriesters schmücken und denen jeweils ein Stamm Israels zugeordnet ist. Der Rubin ist das Sinnbild des königlichen Stammes Juda. Hrabanus Maurus schreibt, der Rubin leuchte auch im Dunkeln und bezeichne das Wort Gottes. Alkuin meinte, der Rubin bezeichne Christus. Die Lapidarien stellten daher den Rubin als den „Stein der Steine“ dar, der die „Kräfte“ aller anderen Steine in sich vereine.
Um 1800 erkannte man die Verwandtschaft zum Saphir. Seitdem konnte man Rubine von roten Spinellen und roten Granaten unterscheiden, die davor alle als Karfunkelsteine bezeichnet worden waren.

## Eigenschaften

### Farbe
Die rote Farbe des Rubins ist auf die enthaltenen Cr3+-Ionen zurückzuführen. Normalerweise verursachen diese eine grüne Farbe. Im Rubin besetzen sie allerdings Kristallgitterplätze der kleineren Al3+-Ionen, wodurch die Ligandenfeldaufspaltung des Chroms vergrößert wird. Deshalb erfordern die für die Farbe verantwortlichen d-d-Übergänge mehr Energie, sodass kurzwelligeres Licht absorbiert wird, weshalb sich die Farberscheinung von Grün im Cr2O3 nach Rot im Rubin verändert. Eine zusätzliche Einlagerung von Eisen-Ionen bewirkt bräunliche Farbtöne.
Geringste Fremdbeimengungen von Chrom führen zu rosafarbenen Korundvarietäten, die auch als „rosafarbener Saphir“ oder „rosafarbener Rubin“ bezeichnet werden. Bei roten Varietäten wurden meist etwa 0,1 bis 3,0 Gew.-% Cr2O3 gemessen. Bekannt sind aber auch Rubine mit 9,4 Gew.-% Cr2O3 aus Karelien in Russland, 13 Gew.-% Cr2O3 aus Westland in Neuseeland und 13,4 Gew.-% in Einschlüssen von Rubin in Diamanten aus Seifen im Juína-Kimberlit in Brasilien.

### Physikalische Eigenschaften
Trotz der Chrom-Beimengungen von teilweise mehreren Prozent hat Rubin die gleiche Mohshärte von 9 wie der reine Korund. Die Dichte von Rubin wird mit 3,97 bis 4,05 g/cm3 angegeben.

### Optische Eigenschaften und Effekte

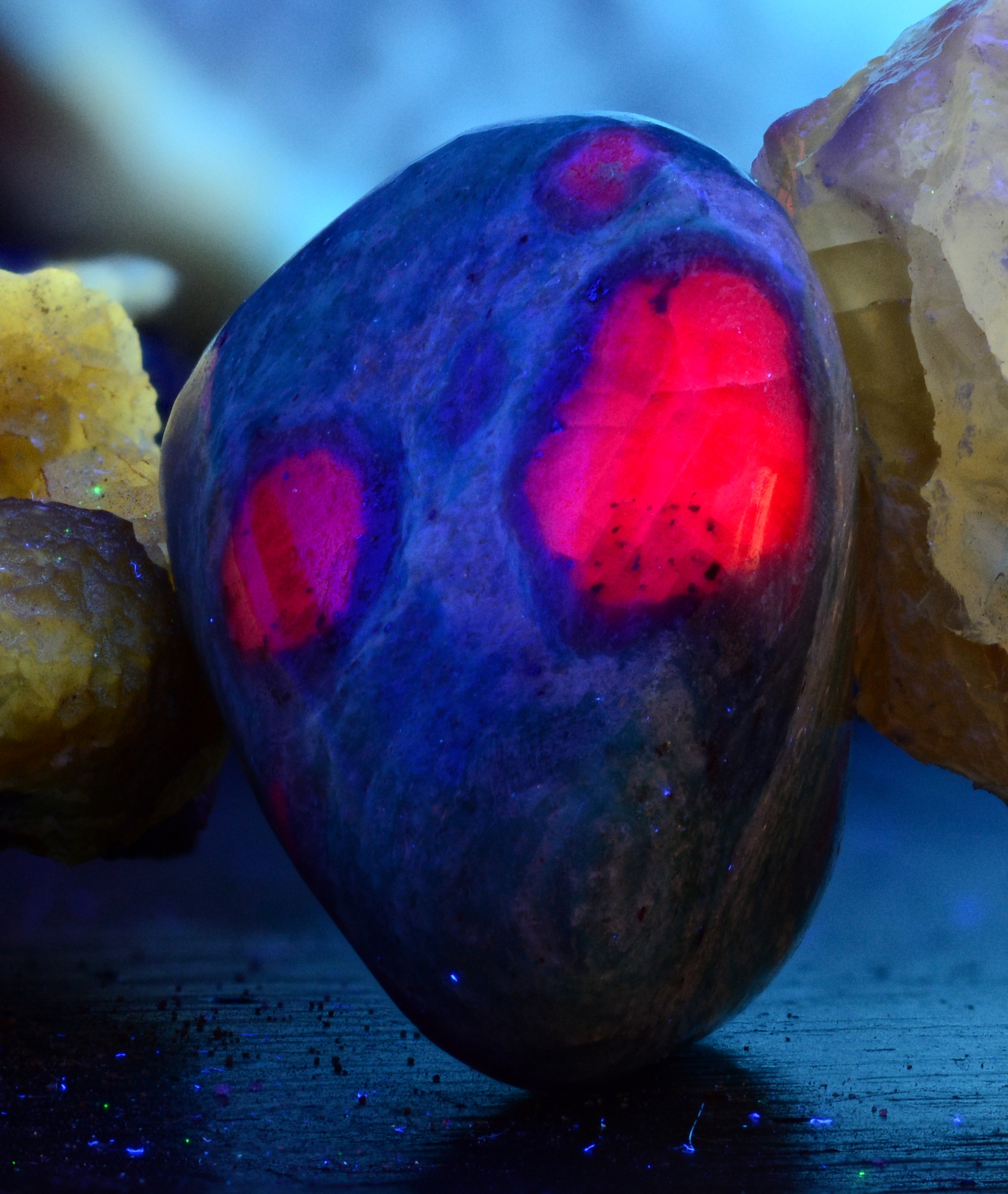
Ein in UV-Licht fluoreszierender Rubin.

Rubin hat starke pleochroistische Eigenschaften, die sich in einer unterschiedlichen Farbe bzw. Farbtiefe äußert. Je nachdem, aus welcher Richtung das Licht durch den Kristall fällt, erscheint ein Rubin daher gelblichrot bis tief karminrot.
Für besondere optische Effekte sorgt die Einlagerung von Rutilnadeln. Sind wenige Rutilnadeln parallel zu einer Kristallachse ausgerichtet, erscheint der Stein dem Auge zwar trüb, erhält dafür aber einen seidigen Glanz. Viele Rutilnadeln parallel zu einer Kristallachse bewirken dagegen die sogenannte Chatoyance bzw. den Katzenaugeneffekt. Parallel zu den a-Achsen ausgerichtet zeigt sich der sogenannte Asterismus bzw. Sterneffekt.
Ein weiterer besonderer Effekt ist die gerichtete Verwachsung mehrerer Rubinkristalle, die zusammen das Aussehen eines Rades mit Speichen annehmen. Sie kommen unter der Bezeichnung „Trapiche-Rubin“ in den Handel.
Rubine zeigen bei der Anregung mit UV-, blauem oder grünem Licht eine kräftige rote Fluoreszenz, mit zwei Emissionslinien bei 692,80 und 694,30 nm Wellenlänge. Die entsprechenden Absorptionsbanden für die Anregung liegen bei 250, 410 und 550 nm.

## Bildung und Fundorte
Zu den Bildungsbedingungen von Rubinen siehe Korund.
Weltweit sind bisher knapp 400 Fundorte für Rubine auf allen Kontinenten dokumentiert. Begehrt sind meist nur die asiatischen Rubine. Myanmar, Thailand und Sri Lanka, mit seinen immer seltener werdenden Lagerstätten, sind die wichtigsten Länder für den Export dieser Edelsteine. In Asien befinden sich vor allem in Hinterindien viele Minen, es wurden auch in Indien, der Volksrepublik China, Pakistan und Afghanistan Rubine entdeckt sowie in den 1960er Jahren die wertvollen Rubinminen in Ostafrika (z. B. Kenia und Tansania). Auf den Kontinenten Nordamerika (North Carolina/USA), Südamerika (Kolumbien) und Australien gibt es nur wenige Rubinfunde. In Europa gab es in Finnland, Grönland, Norwegen und Nordmazedonien Entdeckungen dieser Edelsteine.
Seit 1835 kann man Rubine auch künstlich herstellen. Zu den Herstellungsverfahren siehe Korund.

## Verwendung

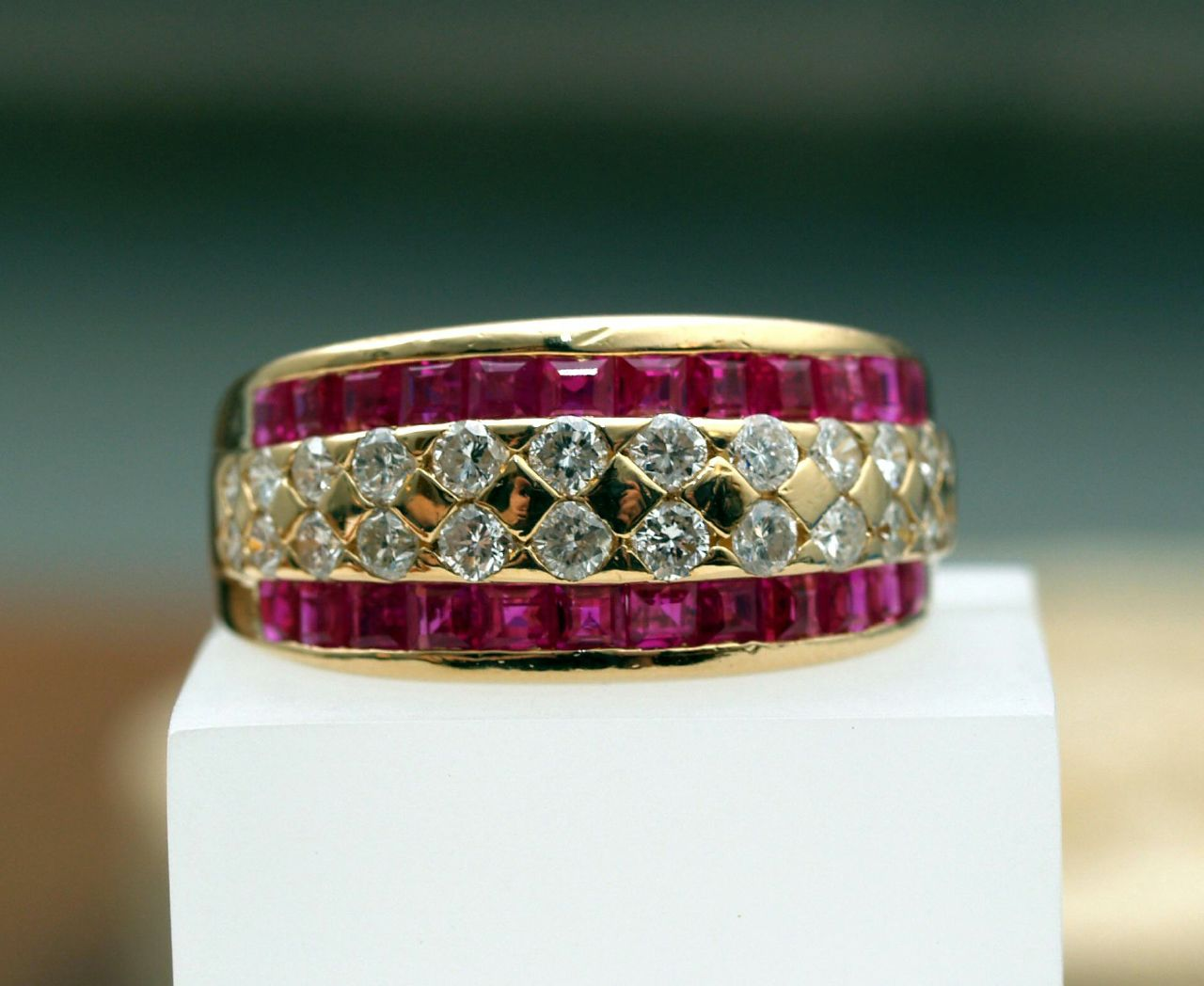
Ring mit Rubinen und Diamanten

### Als Schmuckstein

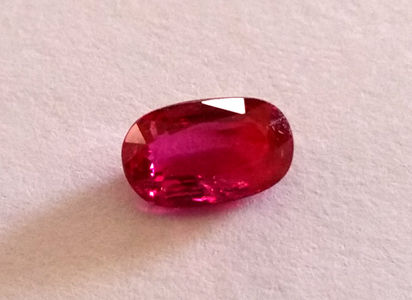
Rubin, 1,05 ct, Mosambik

Rubine werden überwiegend zu Schmucksteinen verarbeitet. Klare Steine erhalten dabei einen Facetten-Schliff, Steine mit optischen Effekten dagegen Cabochon-Schliff.
Besonders begehrt und wertvoll sind Rubine in kräftiger, roter Farbe und einem Stich ins Bläuliche, die der Farbe von Taubenblut ähnelt. Farbschwache oder ins Bräunliche spielende Farbvarietäten werden durch Brennen zu kräftigeren und rötlicheren Farben hingeführt. Rosafarbene Korunde würden mit der Bezeichnung Rubin zu den weniger wertvollen zählen und werden daher dem Saphir zugerechnet. Das Handelszentrum für asiatische Rubine ist Bangkok. Im Juni 2023 sind bei einer Versteigerung bei Sotheby’s für den 55,22 Karat schweren Rubin „Estrela de Fura“, der 2022 in einer Mine in Mosambik gefunden wurde, 34,8 Millionen Dollar erzielt worden.

#### Große und berühmte Rubine
| Name                | Roh- gewicht (Kt) | Fund   | Fund    | Bemerkung                                                     |
| Name                | Roh- gewicht (Kt) | Jahr   | Land    | Bemerkung                                                     |
| ------------------- | ----------------- | ------ | ------- | ------------------------------------------------------------- |
| The Mogok Sun       | 1734,0            | 1993   | Myanmar | bis heute ungeschliffen und unbehandelt                       |
| Nawata Rubin        | 0496,5            |        |         |                                                               |
| ohne Eigenname      | 0250,0            |        |         | in der böhmischen Wenzelskrone                                |
| Edward Rubin        | 0167,0            |        |         | ausgestellt im British Museum of Natural History in London    |
| Rosser-Reeves-Rubin | 0138,7            |        |         | ausgestellt im Smithsonian Institut in Washington             |
| De-Long Sternrubin  | 0100,3            |        |         | ausgestellt im American Museum of Natural History in New York |
| ohne Eigenname      | 0040,6            |        |         | verkauft durch Garrard & Co, London                           |
| Friedensrubin       | 0025,0            | 1919   |         |                                                               |
| Carmen Lúcia Buck   | 0023,1            | 1930er | Myanmar | ausgestellt im Smithsonian Institut in Washington             |
| Gesetzrubin         | 0012,5            |        |         |                                                               |

#### Manipulationen und Imitationen
| Handelsname                                                     | Identität            |
| --------------------------------------------------------------- | -------------------- |
| „Adaleide Rubin“, „Amerikanischer Rubin“, „Australischer Rubin“ | Pyrop (Granatgruppe) |
| „Balas Rubin“                                                   | blassroter Spinell   |
| „Brasilianischer Rubin“                                         | rosa Topas           |
| „Falscher Rubin“                                                | rosa Fluorit         |
| „Montblanc Rubin“                                               | Rosenquarz           |
| „Sibirischer Rubin“                                             | roter Turmalin       |

Aufgrund farblicher Ähnlichkeit kann Rubin mit verschiedenen Mineralen verwechselt werden wie unter anderem roten Varietäten der Granatgruppe und Turmalingruppe, Fluorit, Spinell, Topas und der rötlichen Zirkonvarietät Hyazinth. Oft werden diese gegenüber dem Rubin teilweise viel billigeren Minerale daher auch genutzt, um Rubinimitate herzustellen und unter meist irreführenden Handelsnamen angeboten.
Bereits im Mittelalter versuchte man sich an der Herstellung künstlicher Rubine.
1885 wurden erste brauchbare Synthesen von Rubinen in Genf auf den Markt gebracht und als „echte“ (sprich: natürliche) Rubine verkauft. Die „Genfer Rubine“ wiesen die gleiche Dichte, Härte und optischen Eigenschaften wie natürliche Rubine auf, konnten jedoch aufgrund zahlreicher eingeschlossener Gasblasen als synthetische Schmelzerzeugnisse entlarvt werden. Zur selben Zeit begann auch der französische Chemiker Auguste Verneuil mit seinen Arbeiten zur synthetischen Herstellung. Das nach ihm benannte Verfahren wurde von ihm allerdings erst 1902 veröffentlicht.
Aber auch echte, natürliche Rubine werden mittlerweile überwiegend mit verschiedenen Methoden behandelt, um ihre Farbe zu verbessern. Die bevorzugte Methode ist dabei das Brennen (bis 1950 °C), wobei die Steine in Borax oder Kryolith eingelegt werden, um die entstehenden Brennrisse mit einem haltbaren, glasartigen Material aufzufüllen. Derart behandelte Steine können einen Glasanteil von bis zu 20 Gewichtsprozent haben.
Rohsteine lassen sich jedoch meist schon aufgrund der typischen prismatischen und tonnenförmigen Kristallform identifizieren. Hinzu kommt die gegenüber den genannten Mineralen als Imitatgrundlage oft deutlich größere Härte. Dennoch ist eine Unterscheidung für Laien nur schwer möglich, unter anderem wenn es sich um Dubletten mit einem Oberteil aus natürlichem Korund, synthetischen Rubin oder andere fertige Schmuckstücke handelt. Es besteht die Möglichkeit, ein gemmologisches Gutachten (Echtheitszertifikat) bei wertvollem Schmuck einzuholen.

### Weitere Verwendungsmöglichkeiten

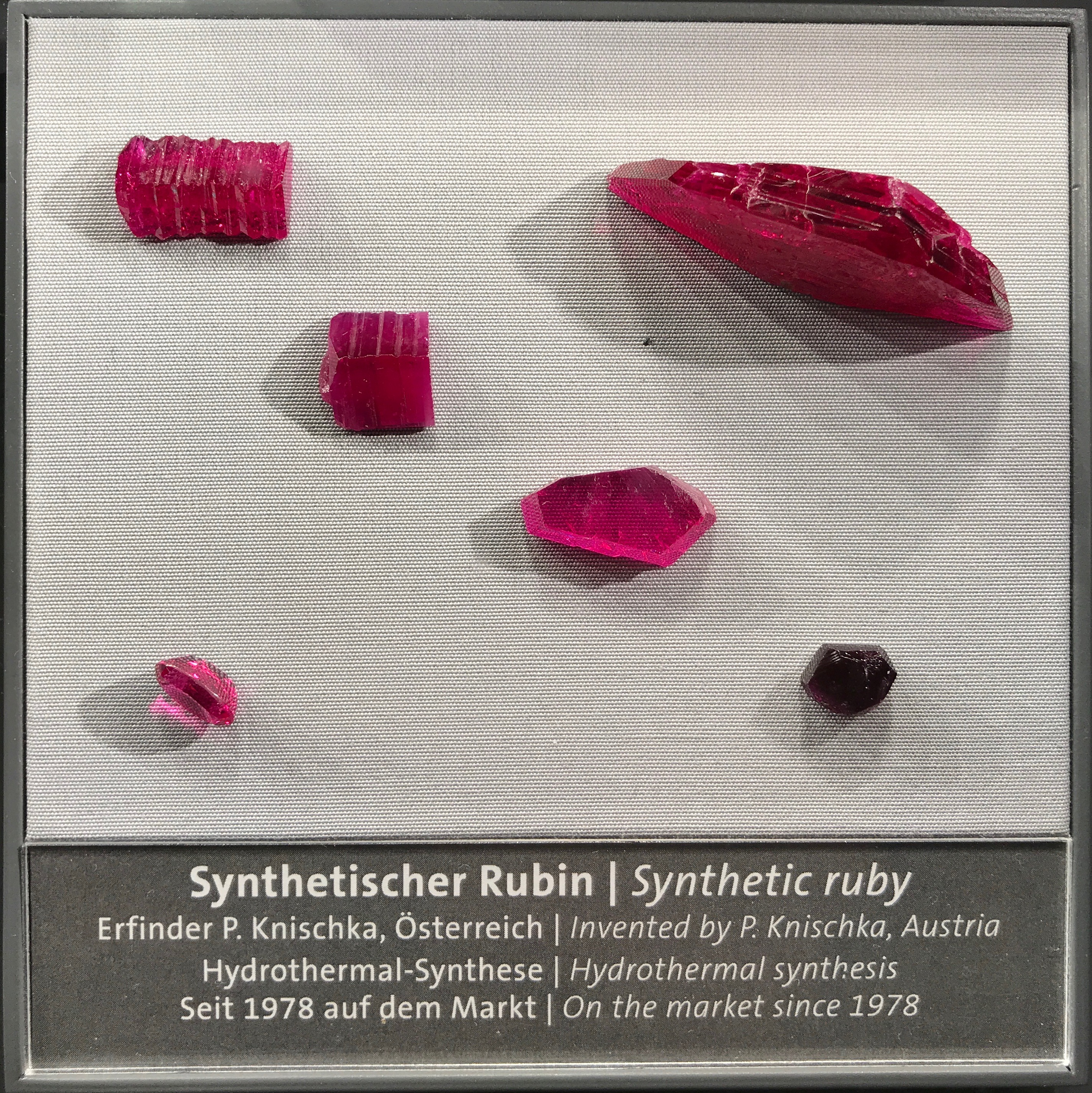
Synthetische Rubine nach einem Hydrothermalverfahren

Synthetischer, einkristalliner Rubin dient als aktives Medium in Rubinlasern.
Rubin wird seit langem als Lager- und Palettenstein in hochwertigen Uhrwerken verwendet.
Weitere Verwendungen sind die kugelförmige Spitze am Taststift von Koordinatenmessgeräten, Düsen für 3D-Drucker zur Verwendung mit abrasiven Filamenten sowie die Abtastnadel von Tonabnehmern für Plattenspieler (z. B. Ortofon „Kontrapunkt b“, Benz „Ruby“).
Für die mechanischen Anwendungen ist das Dotierelement Chrom nicht relevant, weshalb er hier äquivalent zum Saphir und zum Korund ist.

## Esoterik
In der Esoterik galten Rubine früher als „Stein des Lebens und der Liebe“. Das Aufbewahren dieses Steines verlieh angeblich dem Besitzer mehr Macht, Tapferkeit und Würde. Rubine sollten gegen den Teufel und die Pest schützen. Wissenschaftliche Belege für die angeblichen physischen und psychischen Wirkungen gibt es nicht.

## Trivia
Die vierzigste Wiederkehr des Hochzeitstages wird häufig als Rubin-Hochzeit bezeichnet.